# 灯塔

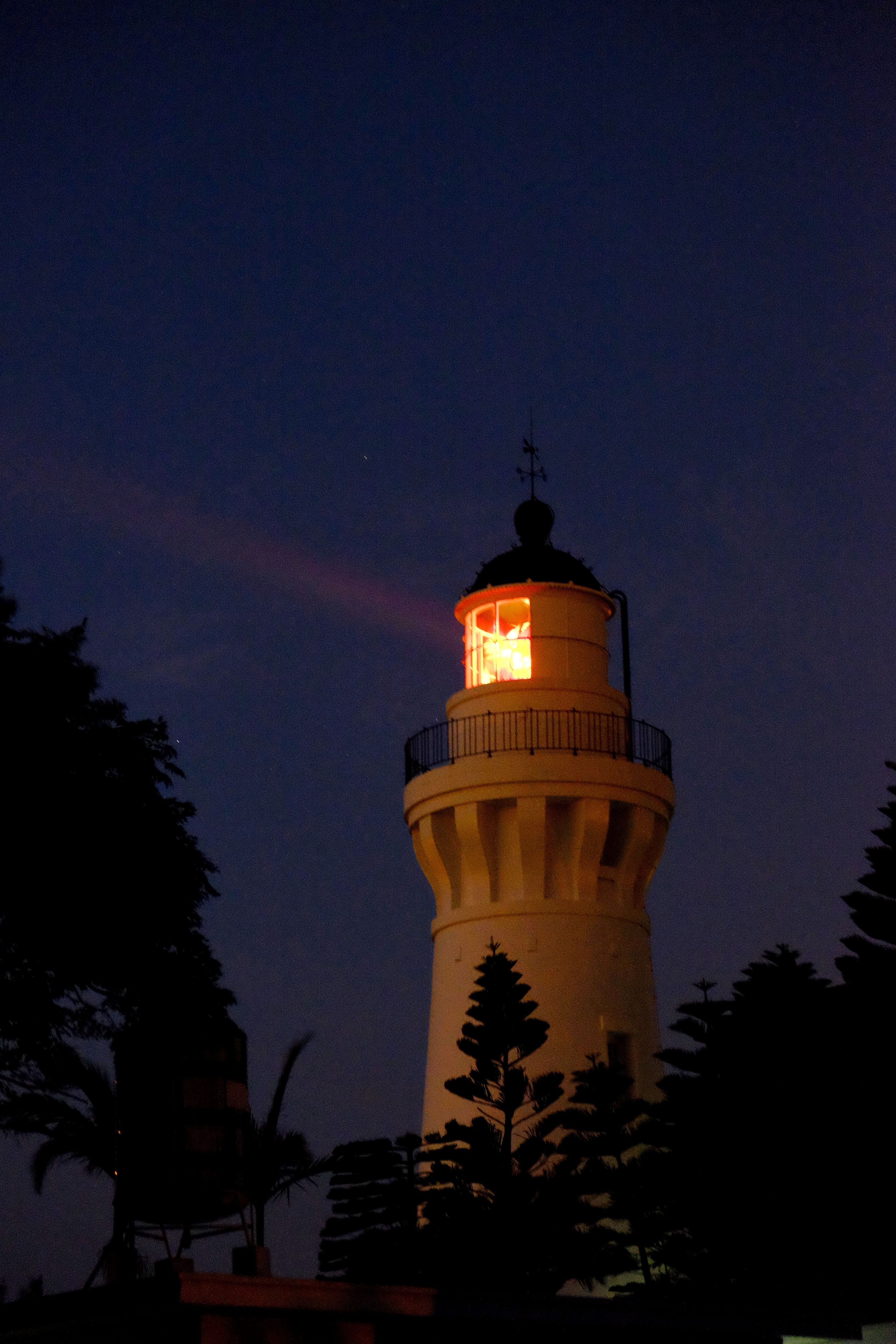
台灣桃園市的白沙岬燈塔

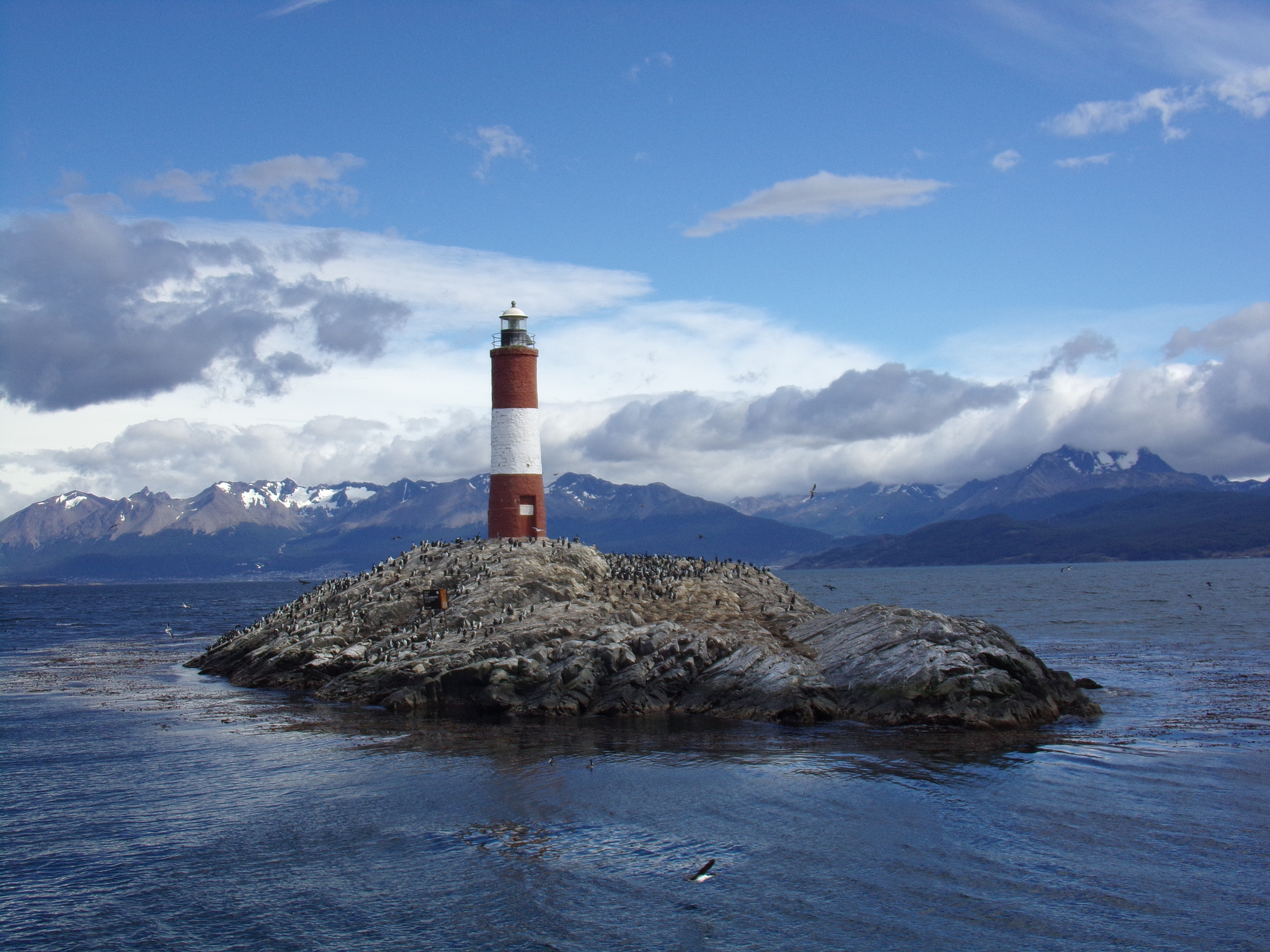
阿根廷烏斯懷亞世界盡頭的燈塔

灯塔，又稱燈臺，是位於海岸、港口或河道，用以指引船隻方向的建築物。
燈塔大部份都類似塔的形狀，透過塔頂的透鏡系統，將光芒射向海面照明。在電力未普及的時候，常以火作為光源。從前原始的導航設備中，是在小山或峭壁頂部點燃火焰照明的烽火臺。由於現代的導航設備已經非常先進，人為操作的燈塔數量大大減少，全世界只剩下1,500個依然人為操作的燈塔。

## 燈塔的光源
在舊式燈塔裡，為了保存能源和集中光源：
- 將發出光線以水平方向射出。
- 塔頂光線水平不變，於塔頂設旋轉裝置，確保周圍每個方向都能看見光芒。

非常古老的燈塔中，以煤油燈作光源，由燈塔負責人手動操作發條裝置轉動集中光線的透鏡系統。透鏡系統常浮在水銀中防止摩擦。現代化的燈塔裡，電燈和發條裝置由外部供應電力，同時備有柴油驅動發電機操作，並且為燈塔負責人的生活提供電力。有些燈塔由太陽能發電或放射性同位素熱電機等方式供應電力。
若果要增強亮度，則需要非常大的透鏡，可能連燈塔也承受不了重量。菲涅耳透鏡（Fresnel lens）因而應運而生，它的設計使透鏡的重量和容量大大縮小而焦距距離不變。一些燈塔，如在紐芬蘭的懷斯角燈塔（Cape Race）、夏威夷的馬卡佩燈塔（Makapu'u Point），使用另一種由保斯公司（Chance Brothers）特別開發的佳帕哈迪宏透鏡（hyperradiant Fresnel lens）。
現代自動化的燈塔裡，轉動的透鏡由全方向的系統散發非常明亮的光線（不再是空間大才能收集更多光線）。
在諸多設計和觀察燈塔中，人們寧可看到連續不斷但微弱的光，於是在微弱的光之後只短時間間隔放強光。這些瞬時明亮燈塔被安排成為發放間隔光線的特殊燈塔。例如，荷蘭的Scheveningen燈塔，2.5或7.5秒间转换光线强弱。

## 各地燈塔
有些燈塔成為普遍的旅遊勝地，不過也有些燈塔因地勢、國防等因素，並不開放參觀。灯塔通常由各国或地區的交通、海事、海巡或海军等部门管理，例如：
- 中国大陆：交通运输部海事局
  -  香港：海事处
  -  澳門：海事及水务局
- 中華民國：交通部航港局（2013年起，之前為財政部關稅總局）
- 美国：海岸警卫队（US Coast Guard）
- 英格兰、 ：三一社團（Trinity House）
- 苏格兰：北部燈塔委員會（Northern Lighthouse Board）
- 愛爾蘭，愛爾蘭之光委員會（Commissioners of Irish Lights）
- 加拿大：海岸警衛隊（Canadian Coast Guard）
- ：海洋安全局（Australian Maritime Safety Authority）
- 日本：海上保安廳
- ：海洋水產部

歷史上最著名的燈塔無疑是位於埃及亞歷山大對面法羅斯島的亞歷山大燈塔。法羅斯島的名字仍是許多歐語中燈塔的意思。例如法語（phare）、義大利語（faro， 並且有「車頭燈」的意思）、西班牙語（faro）、葡萄牙語（farol）、希臘語（φάρος）。「pharology」一詞（燈塔學）都是源自法羅斯島的名字。
亚洲最高的灯塔位于中国海南的木兰头。而在香港，最出名的燈塔是橫瀾島的橫瀾島燈塔和鶴咀燈塔。在澳門，有作為澳門歷史城區而成為世界遺產的東望洋燈塔。

## 燈塔圖片

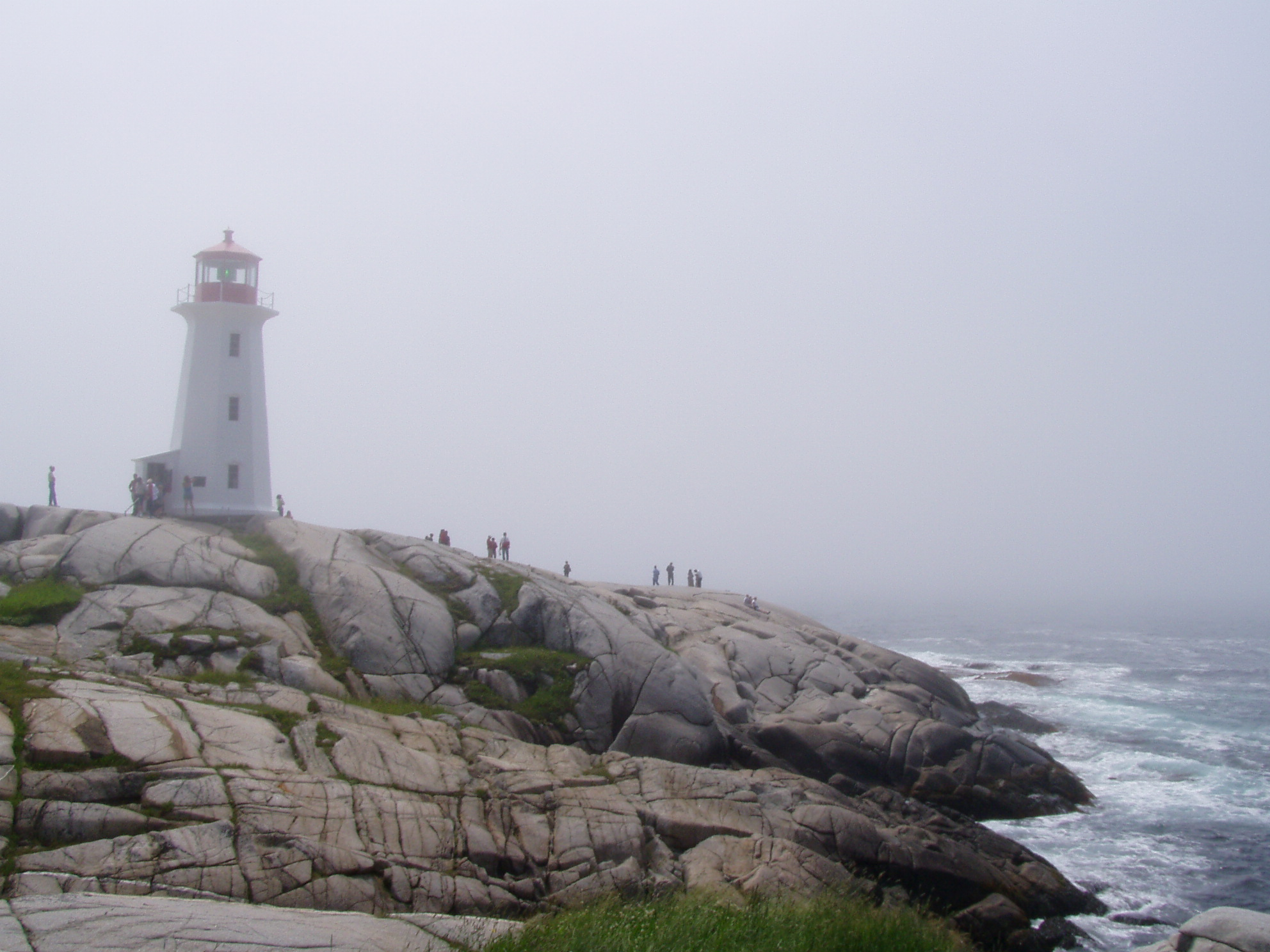
位於加拿大新斯科細亞省的Peggys Point Lighthouse（英语：Peggys Cove, Nova Scotia）
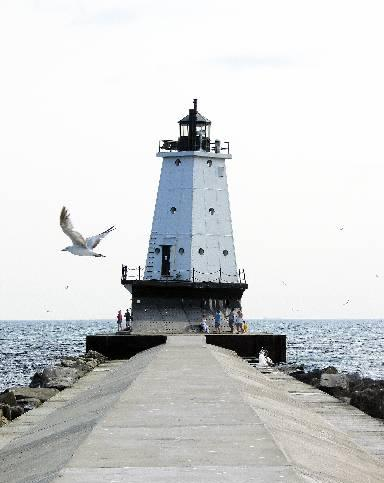
位於美國密西根州拉丁頓市旁臨近密西根湖之拉丁頓燈塔
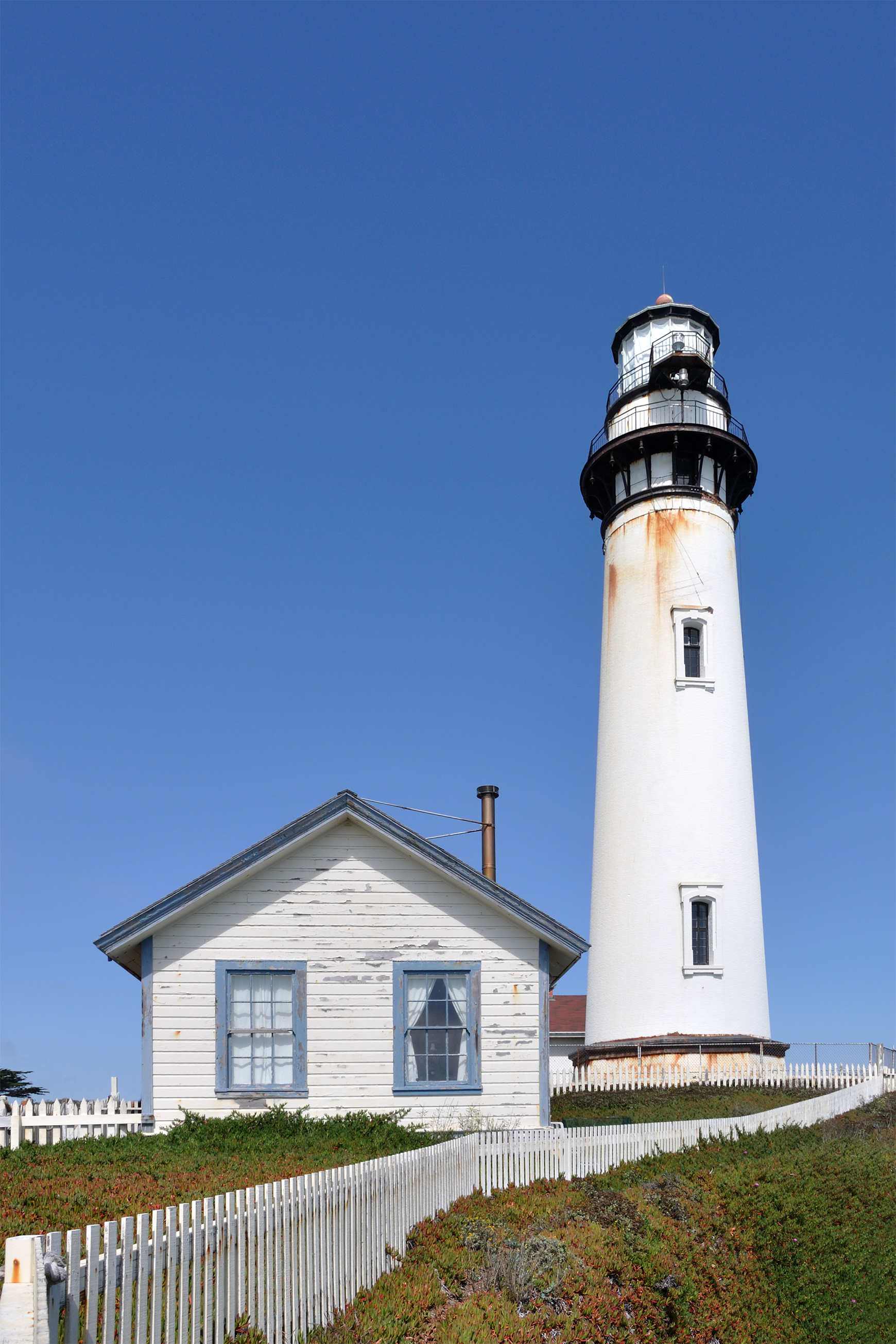
位於美国加利福利亚州的鸽点灯塔。
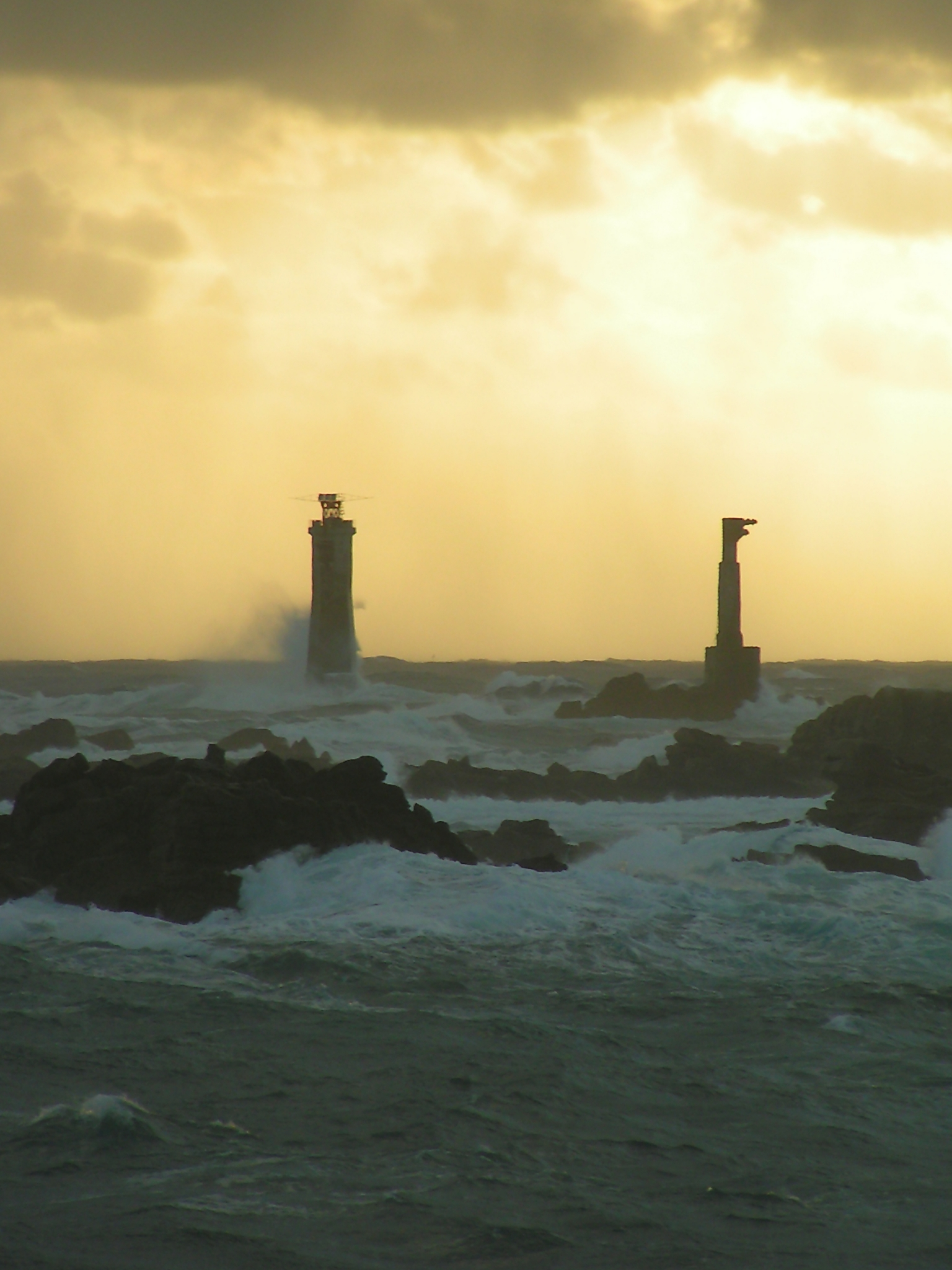
位於法國西北方威桑岛的"Nividic燈塔"。
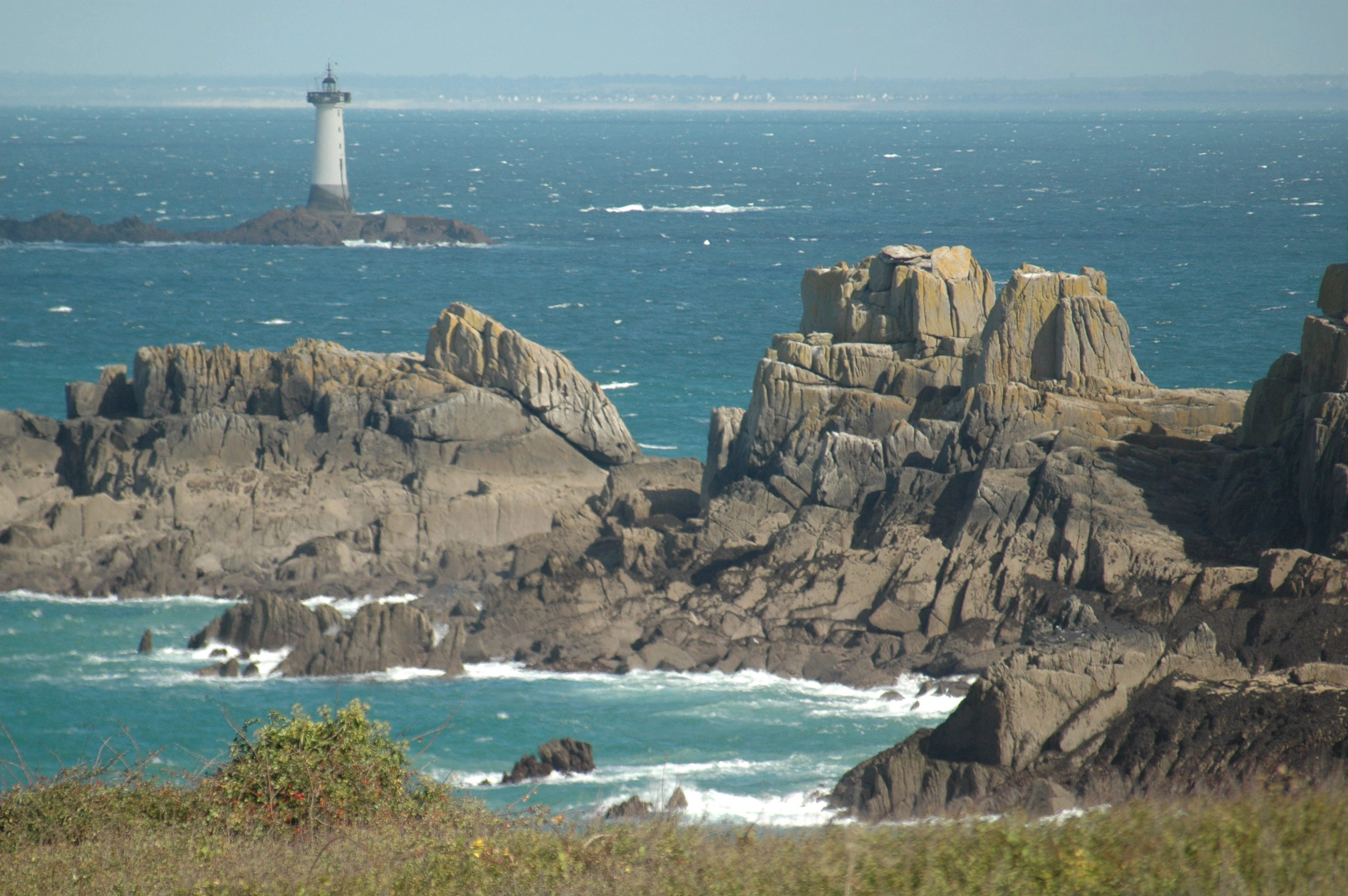
位於法國旺代省雷島的Pointe du Grouin du Cou燈塔（英语：Pointe du Grouin du Cou Lighthouse）
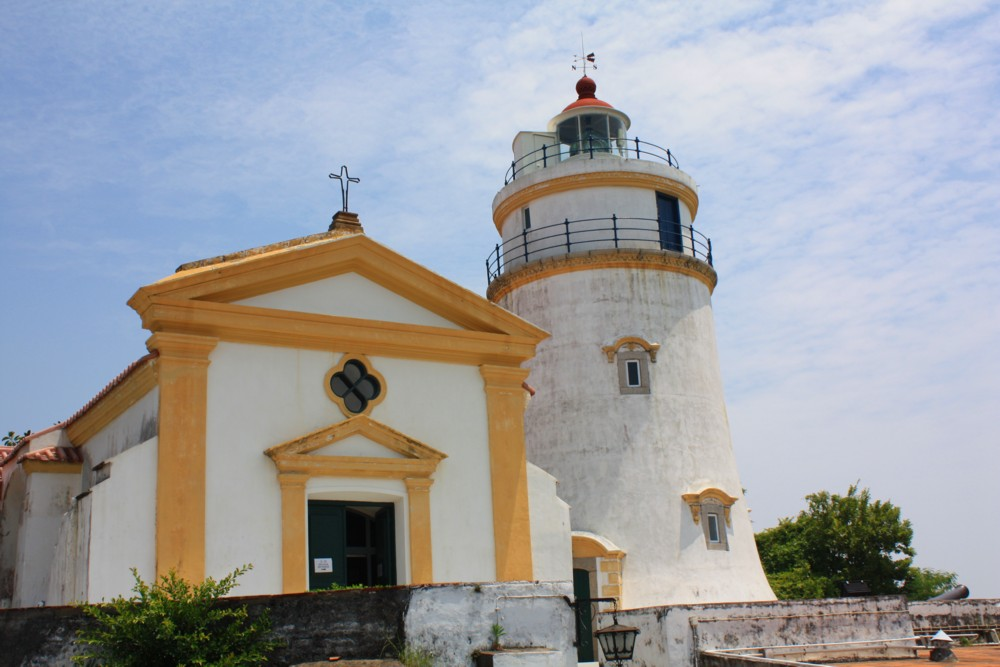
位於澳門的聖母雪地殿教堂和東望洋燈塔。
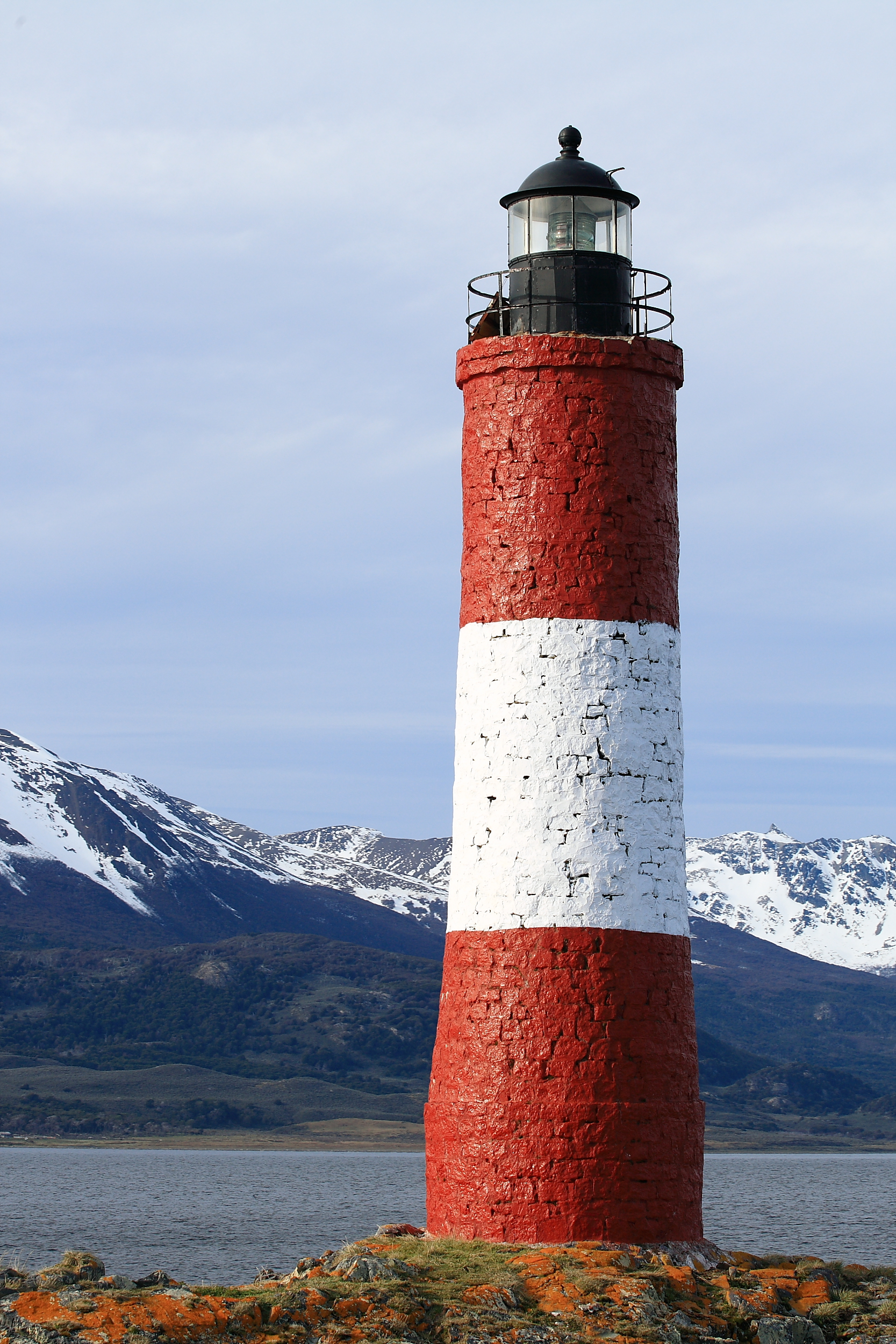
位於阿根廷南部火地島的火地群島燈塔，是世界最南端的燈塔。
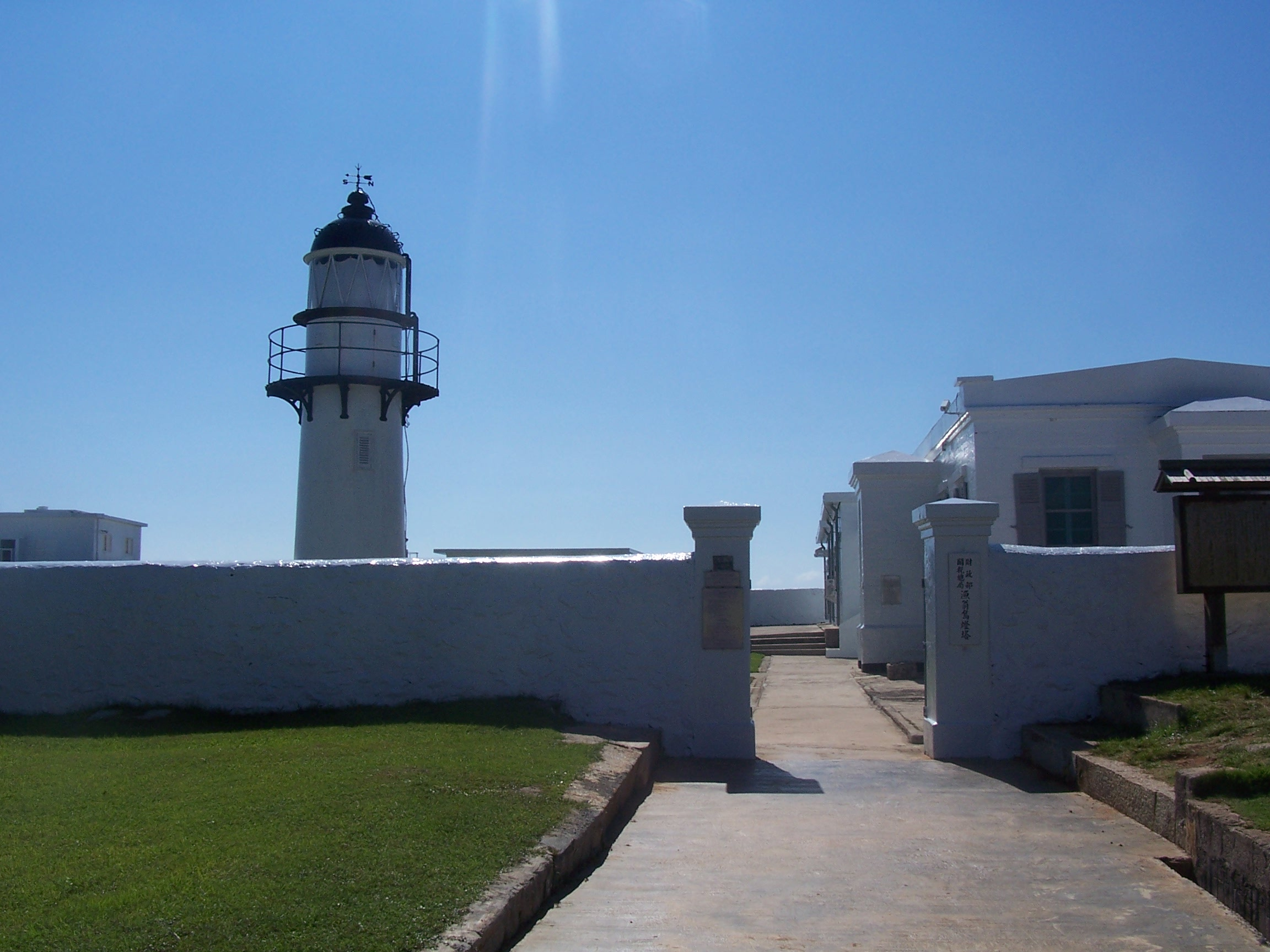
位於台灣澎湖縣的漁翁島燈塔，是台灣最古老的燈塔。
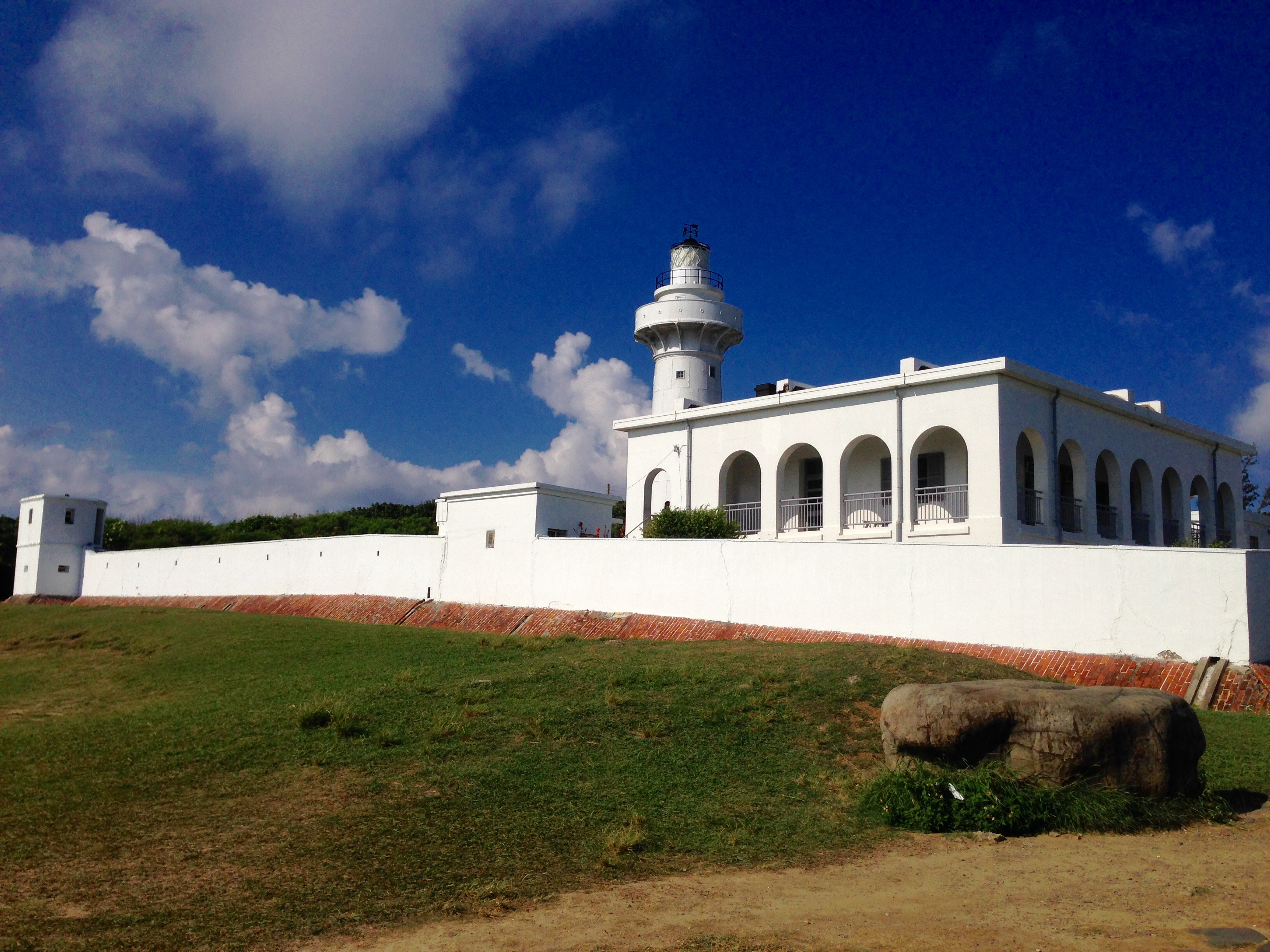
鵝鑾鼻燈塔]]|位於台灣屏東縣的鵝鑾鼻燈塔，是台灣光力最強的燈塔，有「東亞之光」的美名。
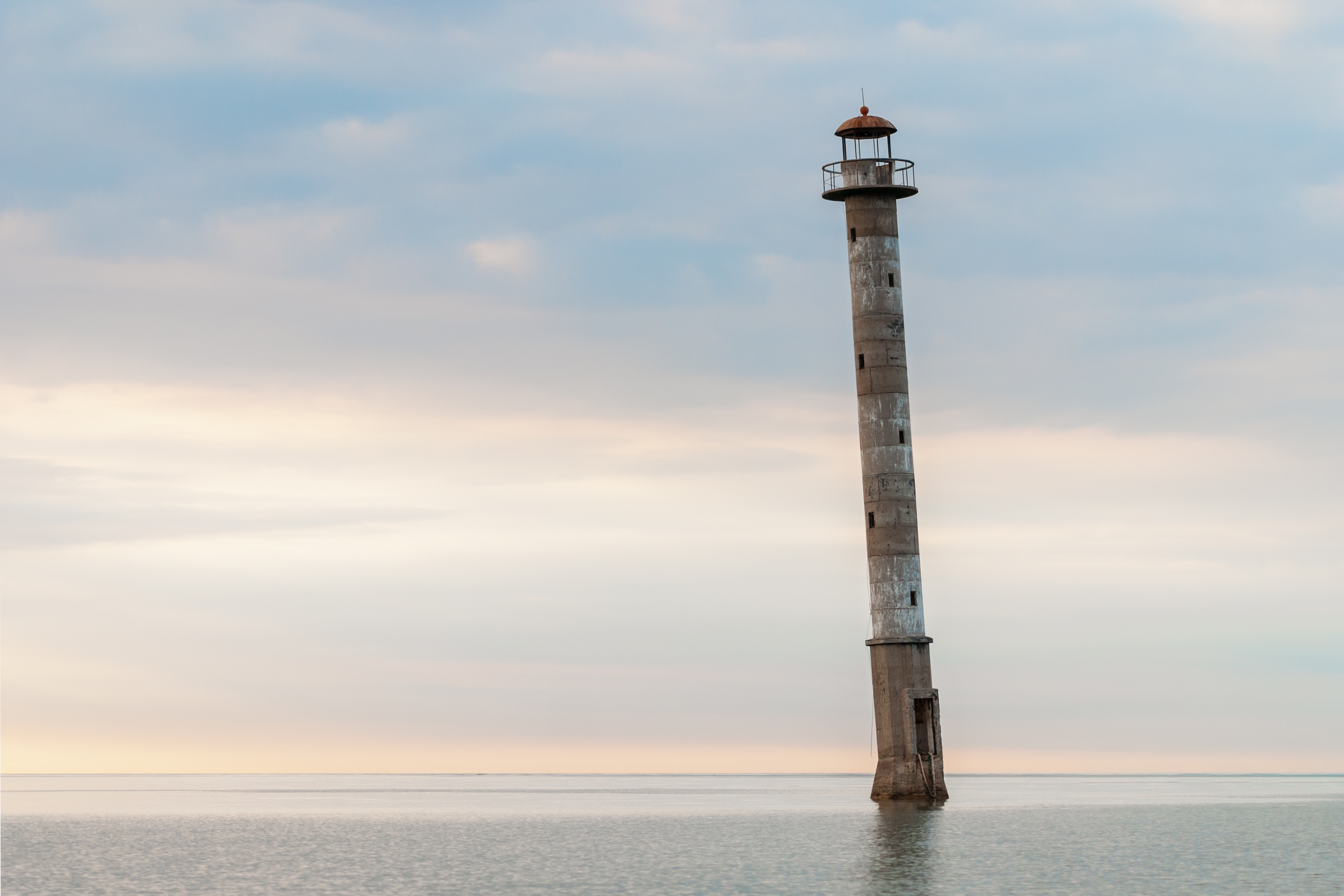
位於愛沙尼亞萨雷马岛的基普萨雷斜灯塔
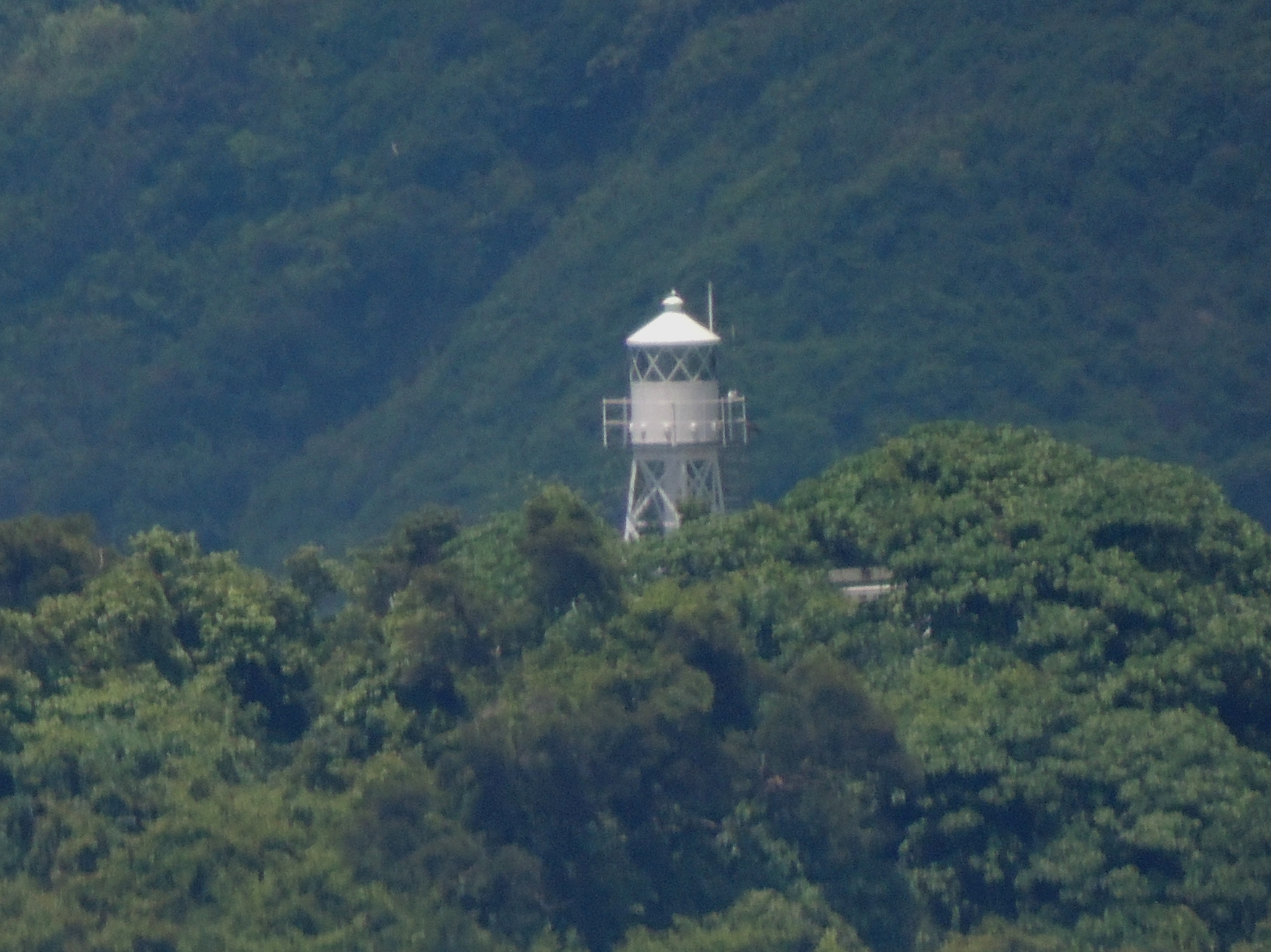
位於香港新界荃灣區燈籠洲的燈籠洲燈塔
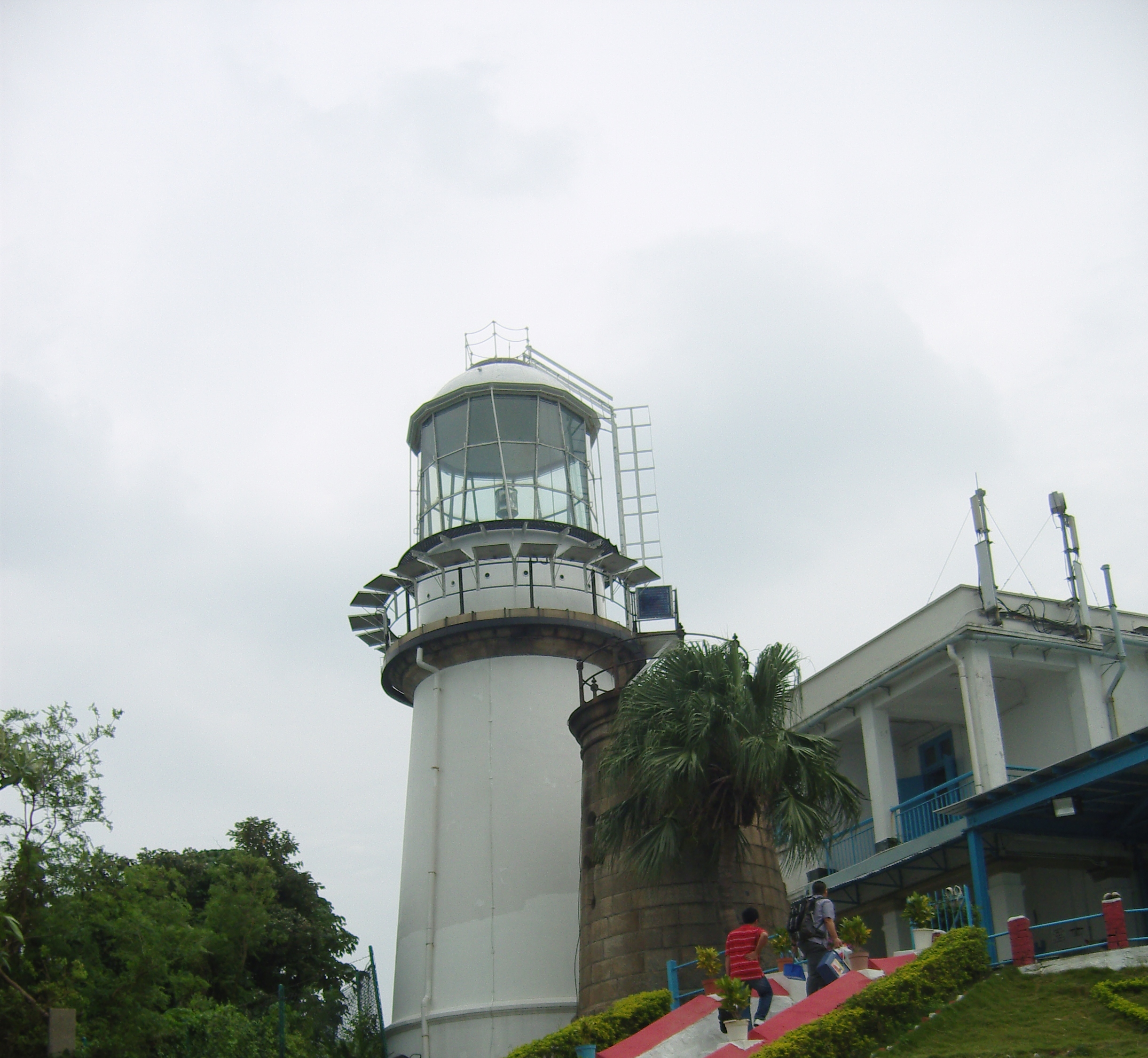
位於香港中西區青洲的青洲燈塔。
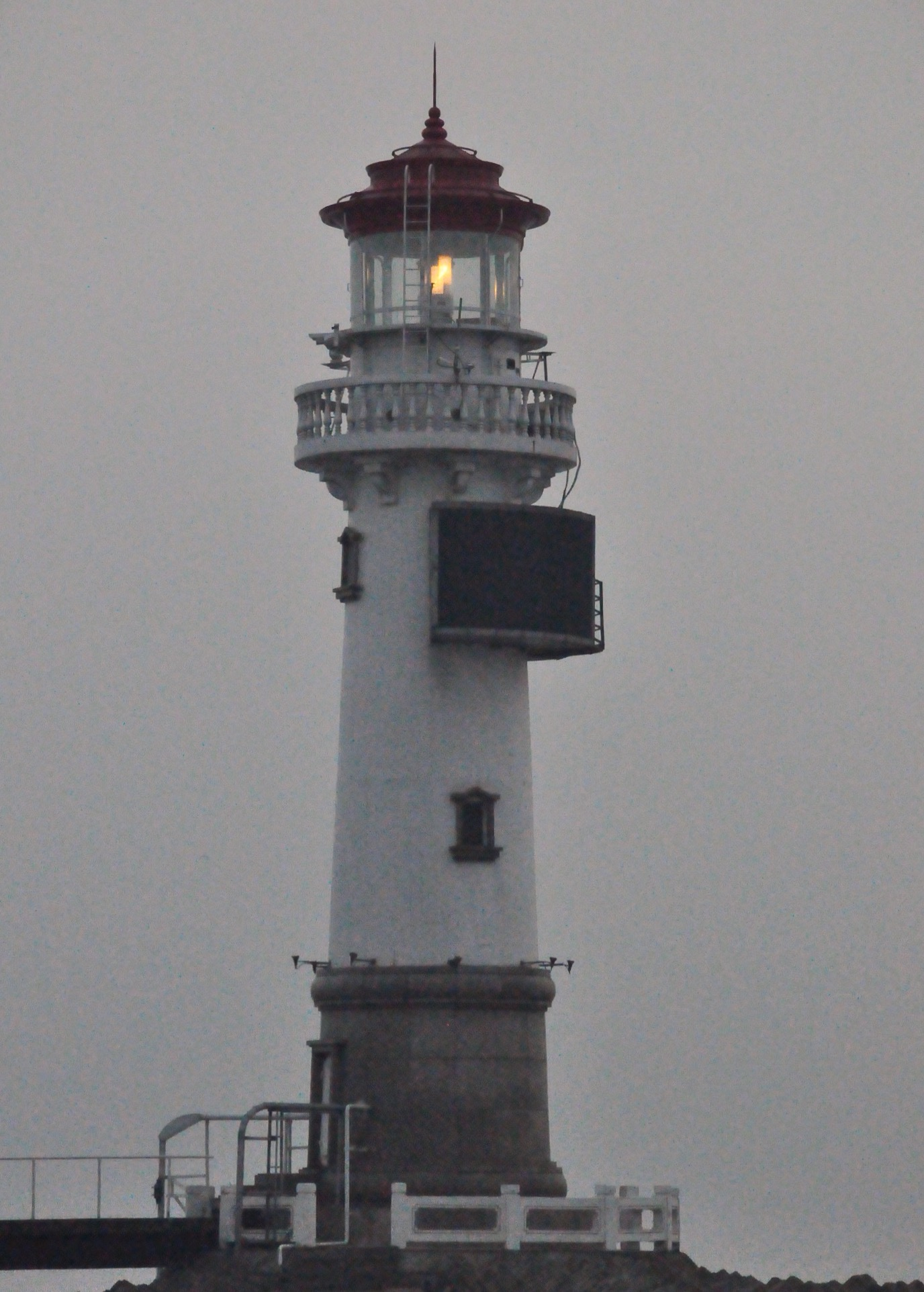
位於上海市吴淞口吴淞左导堤的吴淞口灯塔。
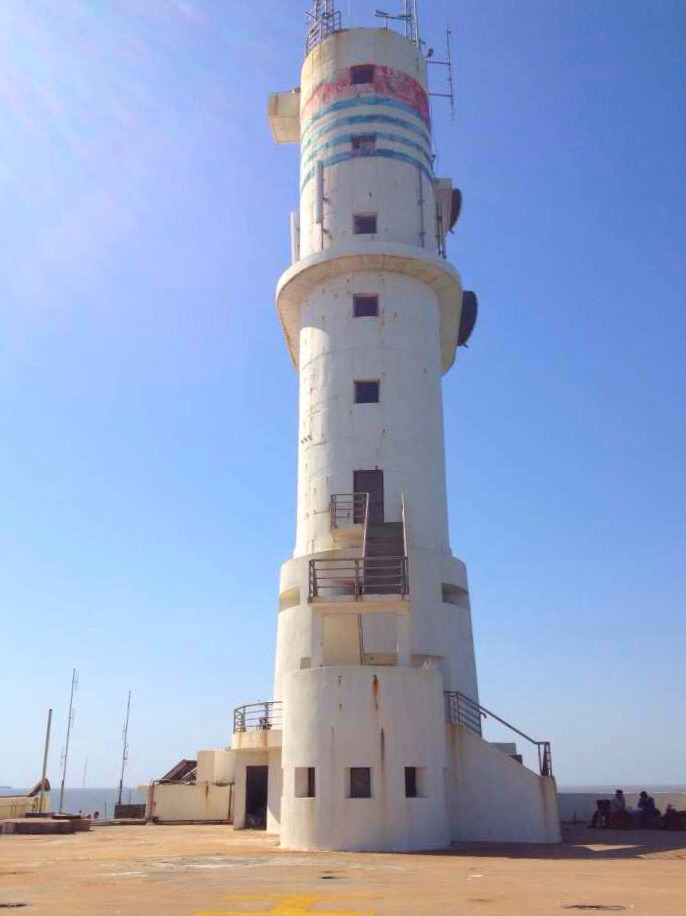
位于上海市鸡骨礁的鸡骨礁灯塔，是上海市最东端的灯塔。
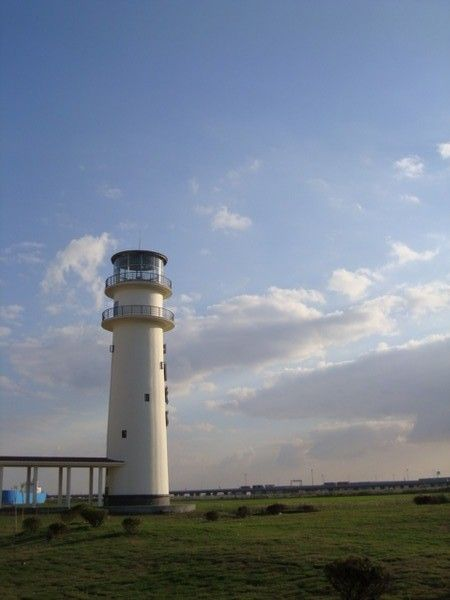
南汇嘴灯塔，位于上海海事大学校园内，是世界首座位于高校校园内的灯塔。
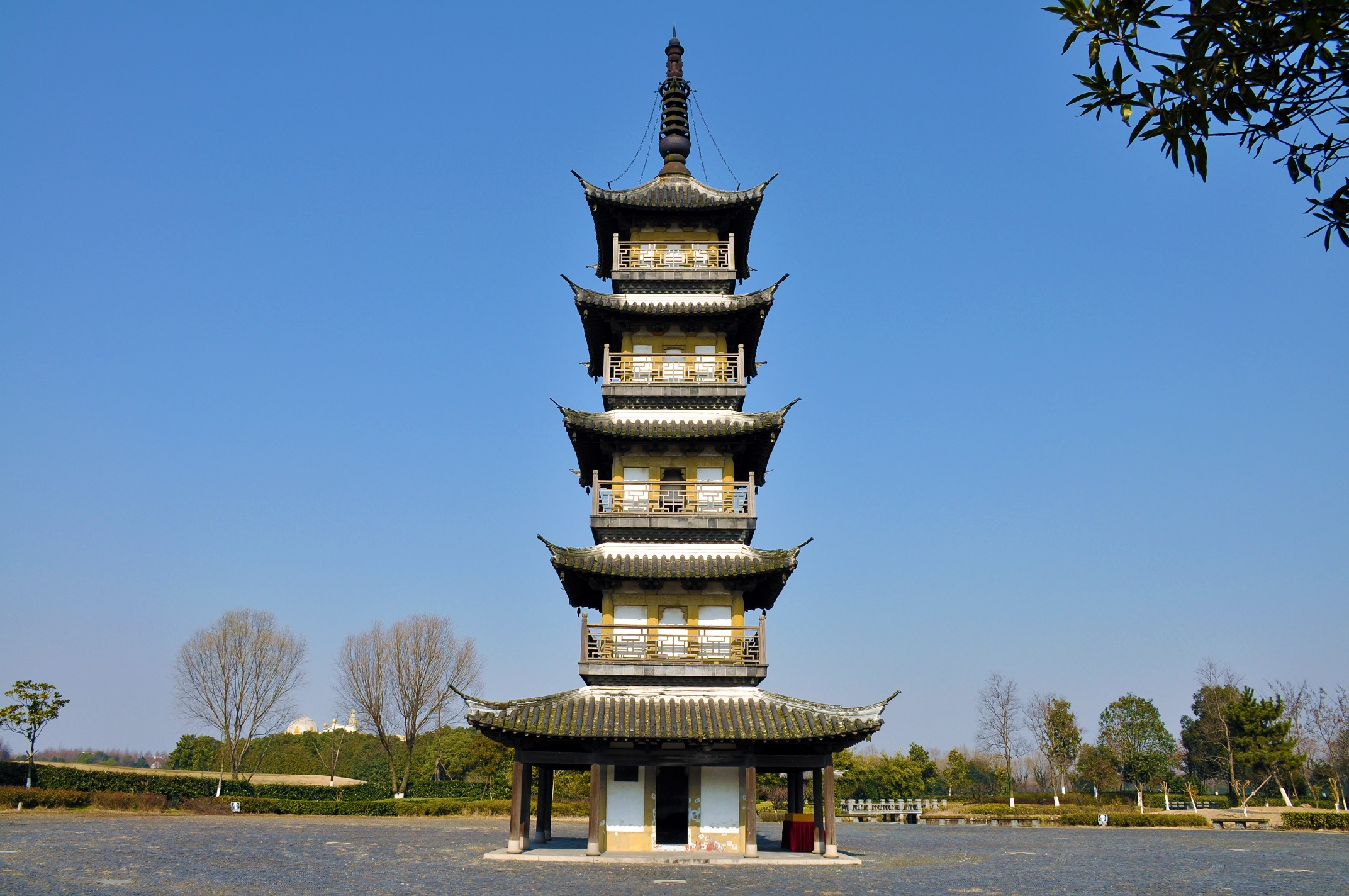
位于上海市青浦区朱家角镇沈巷社区张马村太阳岛的泖塔，为1998年入选世界燈塔100選的五座中国灯塔中最古老的灯塔。
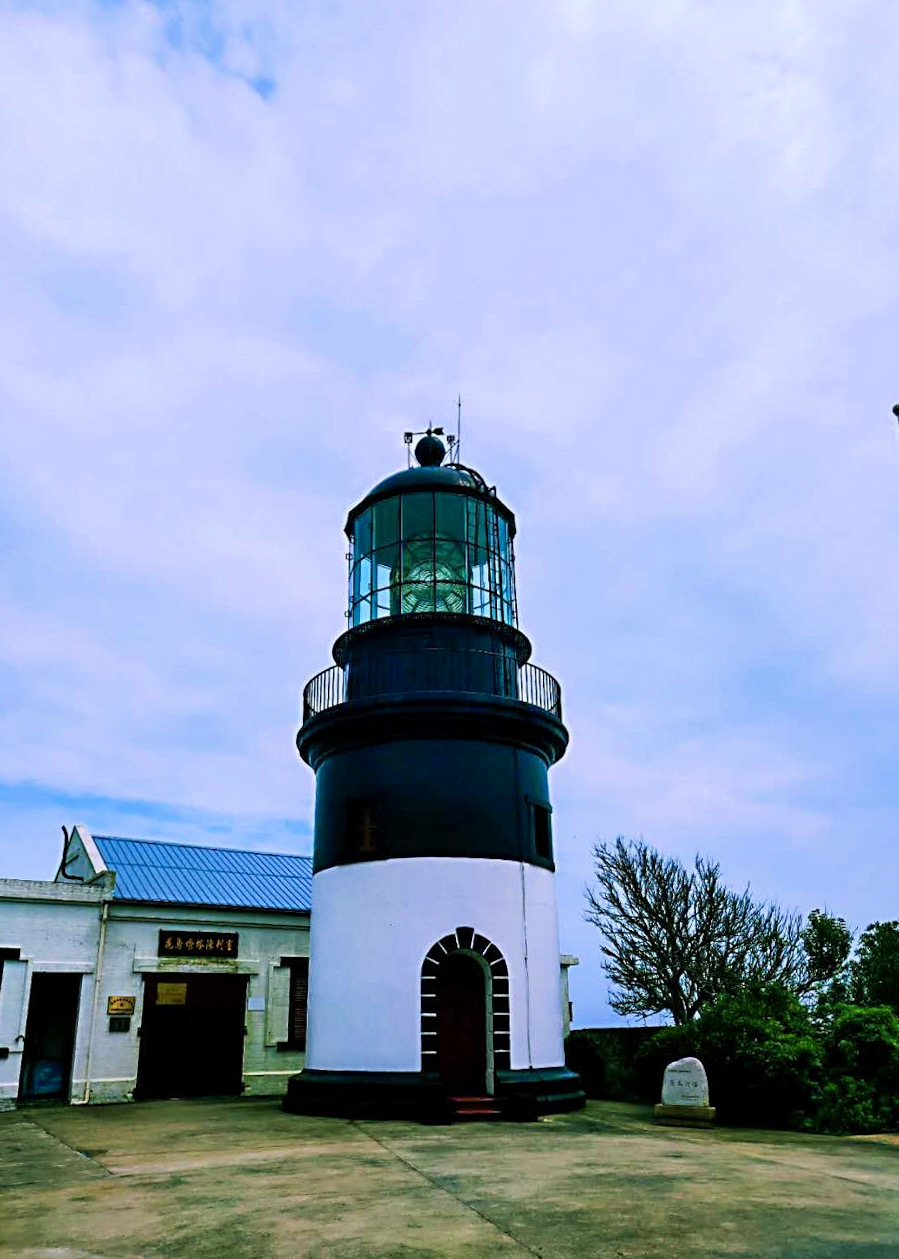
位于浙江省舟山市嵊泗县花鸟乡花鸟山的花鸟灯塔，素有“远东第一灯塔”美誉。
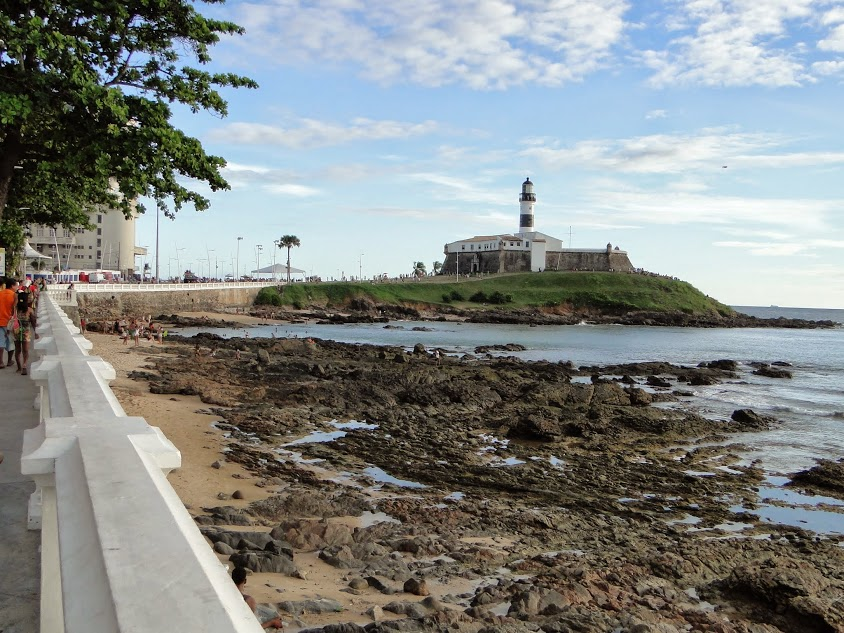
萨尔瓦多的灯塔（巴西）
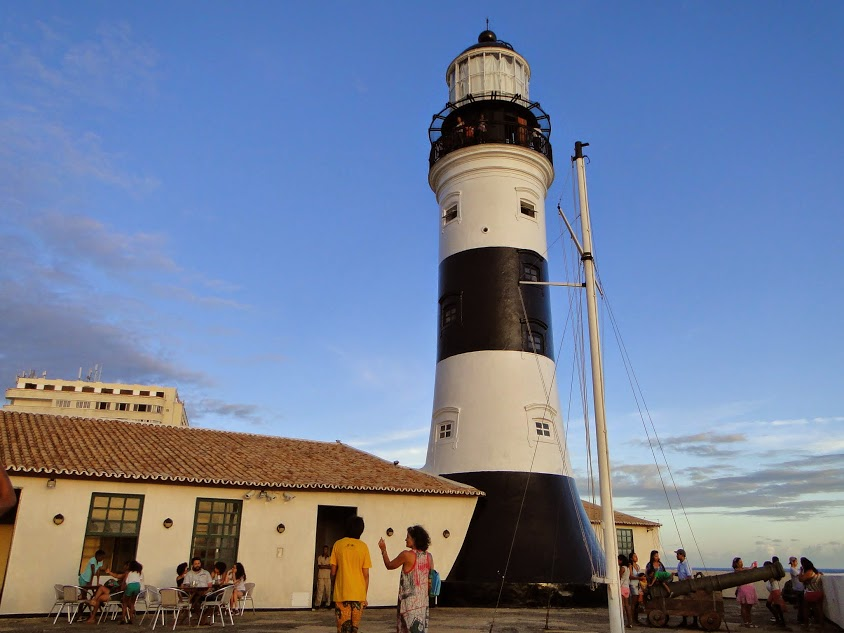
萨尔瓦多的灯塔（巴西）
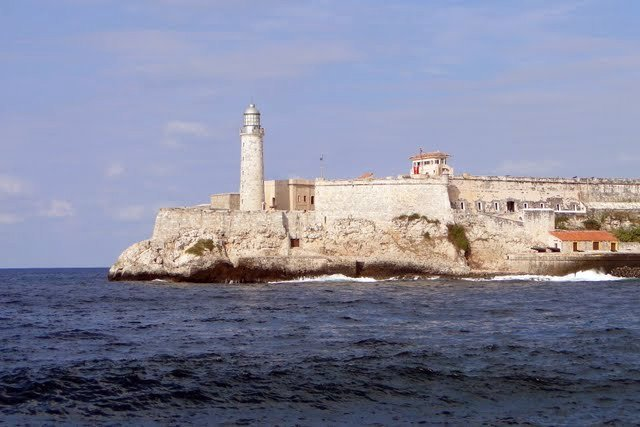
哈瓦那的灯塔（古巴）
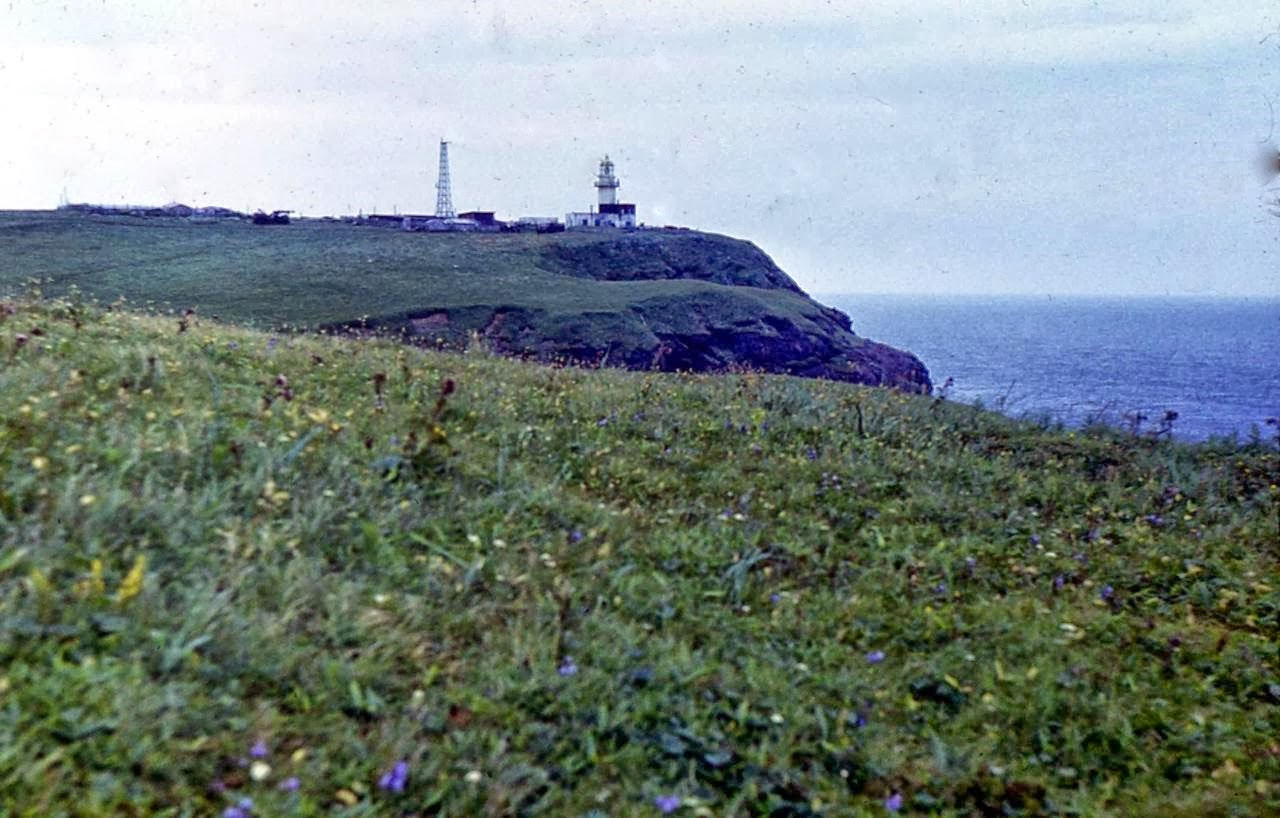
色丹岛的灯塔（俄罗斯）
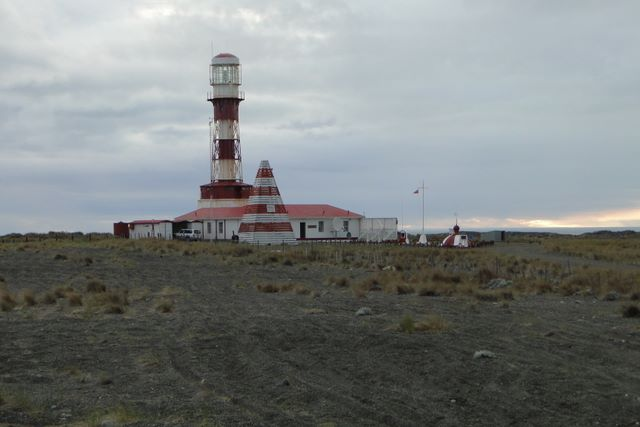
麦哲伦海峡的灯塔
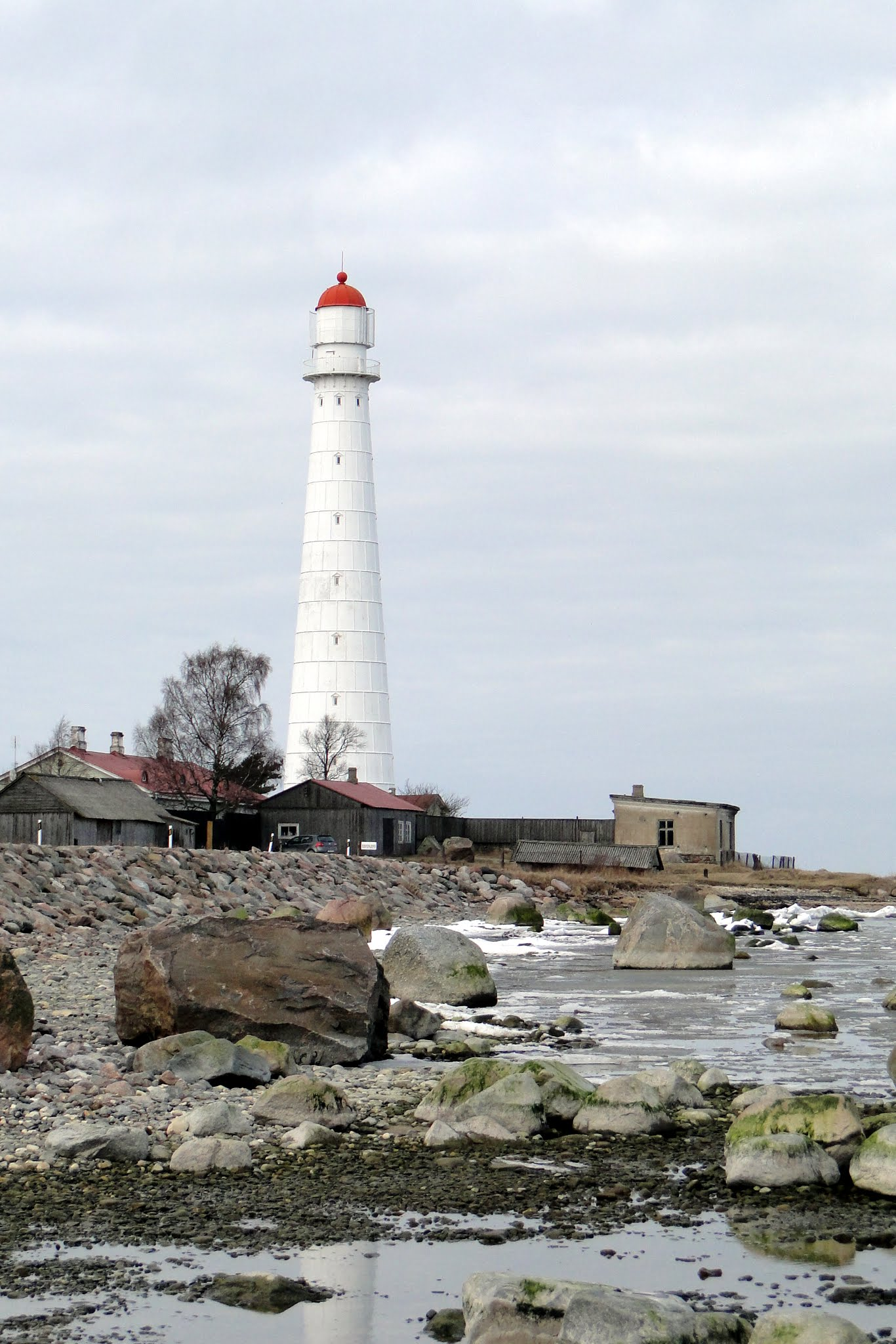
希乌马岛上的灯塔（爱沙尼亚）
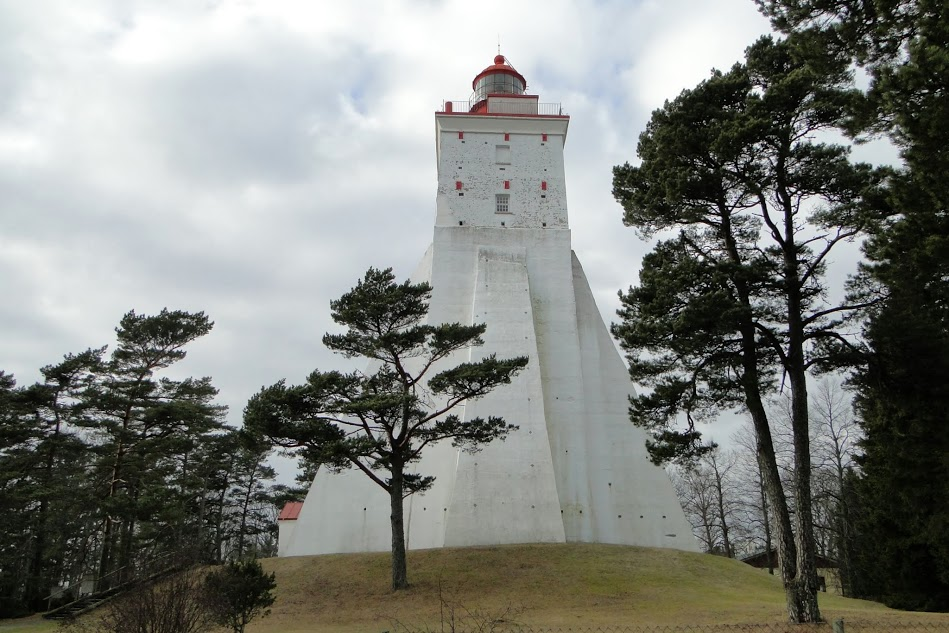
希乌马岛上的灯塔（爱沙尼亚）
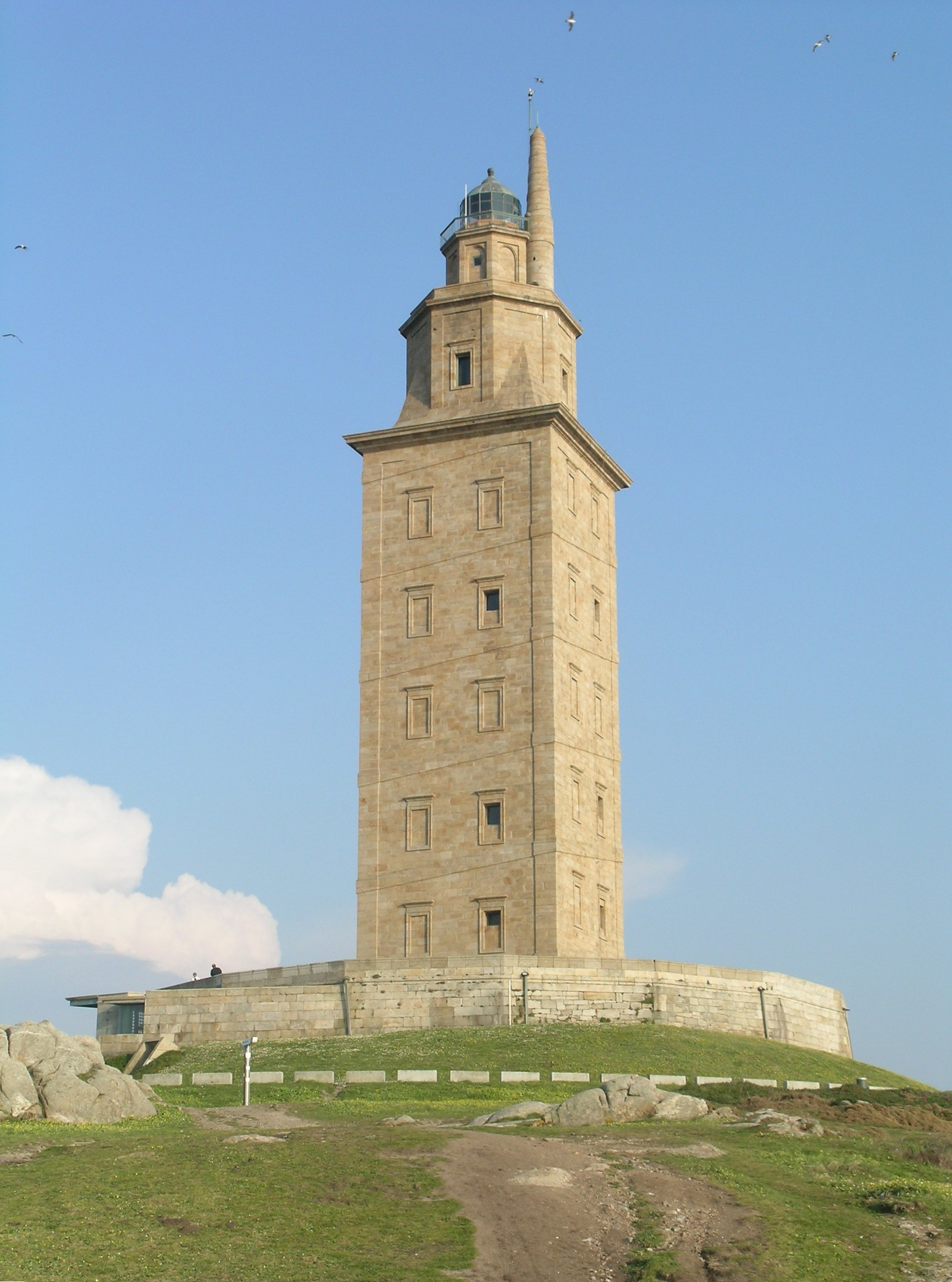
埃庫萊斯塔 (西班牙)，是現存世界最古老的燈塔。

## 另見
- 世界燈塔100選
- 臺灣地區燈塔列表

## 外部連結
- 財政部關稅總局海關燈塔 （页面存档备份，存于）
- 中国近代航标 （页面存档备份，存于）
- Official Jean Guichard's website, Lighthouse photographer （页面存档备份，存于）
- Lighthouses of North America （页面存档备份，存于）
- Chatham, Cape Cod Lighthouse at mychatham.com （页面存档备份，存于）
- The Lighthouse Directory （页面存档备份，存于）
- Lighthouses of Australia （页面存档备份，存于）
- German Lighthouses （页面存档备份，存于）;
- German Lighthouses at Wikipedia （页面存档备份，存于）
- （页面存档备份，存于）
- Northern Lighthouse Board （页面存档备份，存于） for Scotland
- Commissioners of Irish Lights （页面存档备份，存于） including Northern Ireland
- Light patterns for lighthouses in the Netherlands （页面存档备份，存于）
- A report on Soviet radiothermal lighthouses
- A second report on Soviet radiothermal lighthouses, including pictures
- The bell rock lighthouse and the Stevenson : the history of an old sea tower （页面存档备份，存于）
- Lighthouse Digest magazine （页面存档备份，存于）
- Pictures of lighthouses （页面存档备份，存于）
- Seeing the Light (Lighthouses of the western Great Lakes) （页面存档备份，存于）
- Lake Ontario Lights (Rudy and Alice's Lighthouse Page) （页面存档备份，存于）
- Lake Erie Lights (Rudy and Alice's Lighthouse Page) （页面存档备份，存于）
- Trinity House （页面存档备份，存于）